# Michael Kammeyer
Michael Kammeyer, född i Sønderborg i Danmark, är en heavy metal-gitarrist, och han spelar i bandet Pyramaze, som han också grundade 2001. Han är dessutom bandets främsta låtskrivare.

## Influenser
Kammeyer säger på Pyramazes webbplats att hans favoritband är Blind Guardian, Nightwish och Iced Earth. Hans favoritalbum är Blind Guardians Imaginations From the Other Side och Nightwish Wishmaster. Hans favoritfilmer är Sagan Om Ringen framförallt, men även det mesta som innehåller fantasy, science fiction, skräck eller äventyr. Sagan Om Ringen, är även hans favoritböcker. Detta speglas i hans musiktexter, som ofta handlar om medeltida strider, osv. I låten Legend, baserad på filmen med samma namn, från Pyramaze's första album, Melancholy Beast, skriver han mycket om att rädda prinsessan, och om enhörningens magiska horn. Musiken han skriver är dessutom väldigt melodisk, och passar väl in i kategorin Power metal.

## Pyramaze
2001 grundade Kammeyer Pyramaze, och fick snart fler medlemmar, alla från Danmark. De spelade in musiken till sitt första album och sökte sedan sångare. Musiken skickades till Amerikanska Lance King som gillade det så mycket att han spelade in sången, det gjorde han i sin studio i USA, inte i Danmark. Innan det andra albumet, Legend Of The Bone Carver, blev han dessutom medlem på heltid. Strax innan jul 2006 slutade dock King i Pyramaze, och Kammeyer meddelade på bandets webbplats att han hade kontakt med en sångare som var intresserad av att bli medlem i Pyramaze, och om det skulle funka så skulle fansen få en glad överraskning. Den 14 april 2007 kom ett nytt meddelande på sajten. Rubriken löd "Matt Barlow joins Pyramaze". Som nämnt ovan är ett av Kammeyers favoritband Iced Earth, i vilket Matt Barlow tog hand om sången i nästan tio år.